# サンフランシスコ・シャビエル肺結核療養所
サンフランシスコ・シャビエル肺結核療養所（サンフランシスコ・シャビエルはいけっかくりょうようじょ、ポルトガル語：Sanatório São Francisco Xavier）は、かつてブラジルのカンポス・ド・ジョルドン市に存在した医療施設である。別称としてカンポス肺結核療養所、サナトリオ・カンポス等がある。

## 概要
日系肺結核患者の隔離、療養施設として設立。設立当初の1937年にはまだ結核に対する有効な治療法が確立されておらず、患者を隔離して自然療法を施すのが一般的であった。標高1600メートル以上の高原に位置するカンポス・ド・ジョルドン市の冷涼な気候と清澄な空気は肺結核治療に適しているとされ、そのためこの地に療養所が建設された。後年、ストレプトマイシンの発見によって結核の治療が劇的に進歩し、患者の数が激減。1999年、肺結核療養所としての歴史に幕を閉じ、老人ホームへと転向した。

## 歴史

### 設立の背景
ブラジルへ移住した日本人は、開拓に伴なう過酷な生活環境と重労働によって疲弊し、肺結核を患う者が多かった。空気感染する肺結核は不治の病として恐れられ、患者は隔離されていた。ポルトガル語の出来ない日本移民は言葉の壁にぶち当たりながら厳しい闘病生活を強いられていた。この状況を改善するべく、在サンパウロ日本国総領事館は在ブラジル日本人同仁会の細江静男医師に日系肺結核療養所の建設地の選定を依頼した。

### 療友会と療養所設立の経緯
当初、細江はサンパウロ市郊外のトレメンベー区に家屋を借り、篤志家として知られていた山田正忠を管理人に据え、日系療養所とした。細江本人と同仁会の医師ペドロ・アレットが一日おきにこの施設を訪問し、患者を診察していた。しかし、近隣住民が肺結核患者の収容施設に猛反発したため、閉鎖に追い込まれてしまった。その後、細江はカンポス・ド・ジョルドン市に「療友会」という日系肺結核患者の療養施設があることを知り、療友会・会長の林田久七に依頼してトレメンベー療養所の患者を療友会で引き取ってもらった（療友会は1929年頃に林田久七が組織した自治合宿形式の療養所である）。以後、細江は毎月療友会を訪問し、診察を行った。
1935年度、予算外事業として同仁会は「同仁会臨時肺結核療養所」を同じカンポス・ド・ジョルドン市に開設。細江は両施設を月一で往診し、本格的な肺結核療養所の建設を熱望した。細江の熱意に打たれた林田は彼を時のカンポス・ド・ジョルドン市長アントニオ・ガヴィオン・ゴンザガへ紹介し、市長の協力を得ることに成功した。その後、細江はゴンザガ市長と共に当時のブラジル国外務大臣マセド・ソアレスに謁見し、説得に成功した。1935年12月12日、ソアレス外相はカンポス・ド・ジョルドン市中心から南西に約4キロ離れた場所に所有していた196,300平方メートルの土地を同仁会へ無償譲渡した。ただし、この土地寄贈は「1年以内に療養所を完成させる」との条件付きであった。
同仁会には建設資金は無く、総領事館へ資金援助を申請したところ、70コントの助成金を給付されることになった。しかし、競合入札を行ったところ、建設見積は240コント強となった。しかし、期限に間に合わなければ計画自体が頓挫するため、資金確保が出来ぬまま着工し、不足経費は追って調達することになった。療養所の設計、施工の総責任者として鈴木威建築技師と細江静男医師が選ばれ、細江の原案を元に鈴木が療養所の設計図を完成させた。そして、市の中心から建設予定地までの4キロの道路整備が行われ、限られた予算のため建築資材は2～3級品が使用された。鈴木は週2～3回、細江は週1回、林田久七にいたっては毎日、工事現場へ通った。この時の細江の交通費の半分以上は自費であった。建設資金が底をついた頃、細江と鈴木は日本国総領事と直接交渉し、追加金70コントを獲得。この時、給付金は同仁会を通さず、療養所へ直接送金された。以後、医療器機の購入資金も療養所に直接下付された。
そして、1936年11月8日、サナトリオ同仁会（同仁会肺結核療養所）の落成式が行なわれた。ソアレス外相との約束どおりの工期1年未満の完成であった。翌37年2月1日、開院式が行われ、同仁会肺結核療養所の初代院長には結核治療の権威クロヴィス・コレイア博士、初代看護主任には田中秀穂・元陸軍看護兵が就任した。そして、バストス時代の細江医師から指導を受けていた坂根源吾が看護と臨床検査を兼任した。運営方針としては次の三ヵ条が定められた：
1. 困窮者を優先する
2. 最後まで看病する
3. 患者に職業訓練を行い、退院後の社会復帰を援助する

開院当初、療養所には75床あったが、多い時には病床を仮設し、100名近い患者を収容した。当時、サンパウロでの平均的な肺結核の入院費用は600～700ミルレイスであったが、サナトリオ同仁会は150ミルレイスの低料金にもかかわらず未払いのまま退院する患者が多く、療養所は赤字経営を強いられていた。

### 戦中戦後の苦難
1942年1月、ブラジル政府は枢軸国と国交断絶。在ブラジル日本国大使館や在サンパウロ日本国総領事館等の在外公館が閉鎖された。同年4月18日、療養所はブラジル政府に接収され、サナトリオ同仁会はサナトリオ・サンフランシスコ・シャビエルと改称され、二代目支配人だった日本人の石井恒は免職となり、代わりにブラジル人のネルソン・ボルジェスが就任した。それまで大半を占めていた日本人職員は僅か3名を残し解職された。戦時中、敵性国人となった日本人には様々な制限があった：
1. 療養所の内外を問わず、日本語での会話は禁止された（密告により警察に拘引された患者もいた）
2. 患者宛の封筒は無断で開封され、金銭は没収された
3. 職員が公務で外出する際にも、警察の通行許可証が必要とされ、監視も付けられた

日本国の在外公館が引き上げてからは療養所への助成金がなくなり経営状態が悪化した。この苦境を覆すべく、療養所は市と提携し、約2年間、市の委託施設となった。しかし、委託費の支払いが悪く、経営問題を解決するにはいたらなかった。
また、臣道連盟から協力を要請する脅迫状が送られてきた。そのため、非合法活動を行っていた連盟メンバーを追っていた警察の捜査を受けることとなった。療友会も標的にされ、約2～3ヶ月ほどカンポス・ド・ジョルドン市の勝ち組の本部にされた。
1948年、ストレプトマイシンの開発で肺結核の治療が画期的に進歩したが、治療費を払えない患者も増え、7～8割の者が治療半ばで退院するようになった。療養所はサンタクルス病院（旧・日本病院）の付属であったが、病院の経営母体であるサンタクルス慈善協会からの実質的な経済的援助はなく、患者の入院費頼りの経営を余儀なくされていた。

### 日本移民援護協会の傘下へ入る
1964年、親日家であったセバスティアン・ゴメス・レイトン支配人が療養所を日系社会へ返還するよう提言した。利用者の大半が日系人である療養所を日系人の手へ返すことによって、日系社会からの支援を受けられることが期待された。1965年4月2日、療養所の経営母体であるサンタクルス慈善協会のルイス・メレガ理事長より日本移民援護協会へ療養所の無償貸与が提案され、4月6日に援護協会側はこの提案を受け入れた。この時、経営を引き継ぐにあたり、打ち立てられた方針が2つ：
1. 日系社会の各団体に呼びかけ、90床のベッドを数床ずつ受け持ってもらい、経費を捻出する
2. 細江静男医師の貧困結核患者救済会を経営主体とし、これを積極的に援助する

1965年9月1日、20ヵ年無償貸借契約によって療養所の運営が日本移民援護協会へ引き渡された。新体制下で先ず行われたのが施設の設備改善であった。第二次世界大戦勃発により中止されていた施設の改修が行われ、旧式のレントゲン撮影機の交換と下水設備の修理も行われた。病床維持のために取られた方針も功を奏した。毎月1床分の病床維持費を寄付した者や団体には寄付者自身か身内の者が入院する場合、病床を利用する権利が与えられた。この方法で1965年度には64床分の維持費が賄われた。これは療養所の基盤が固まるまで10年以上にわたって続けられ、大きな成果を上げた。
こうした改善により、1965年8月に44名だった入院患者、7ヵ月後には71名に増えた。また、療養所が日本人の手に返還されたという心理効果によって多くの協力がもたらされた。日系の野菜卸業者によって15年にわたる毎週無償の野菜の寄贈、日系青年による施設周辺の植樹、芸能関係者と宗教団体や日系団体による慰問活動等が行われるようになった。
このような成果が評価され、1974年9月12日に行なわれたサンタクルス慈善協会の臨時総会で療養所を日本移民援護協会へ無償譲渡されることが可決された。翌75年5月、サンフランシスコ・シャビエル肺結核療養所の施設を含む敷地4万8000平米が日本移民援護協会へ譲渡された。

### 新病棟建設
1979年、カンポス・ド・ジョルドン市周辺には12の結核療養所があり、約1500名の結核患者が療養していたが、1981年をめどにINPS（国家社会保険院）が予算緊縮を理由に補助金額を大幅削減し、肺結核患者の7割を強制退院させる施策を採った。このため、僅か3割の重症患者を除いては継続的な治療ができなくなり、療養所の閉鎖、肺結核患者の四散、療養所職員の失職等の問題が起きた。補助金を受けていなかったサンフランシスコ・シャビエル療養所は直接的な影響は受けなかったが、以前は国家社会保険院の提携施設への入院を勧めていた患者の入所希望を受けねばならなくなった。
特効薬の普及により、自宅療養者が増えたが、家族内に伝染する弊害が起こり、潜在的な肺結核患者の増加に繋がっていた。また、再入院となる患者も増えていた。特に若い頃に軽い結核を患い、投薬で症状を抑えたが、投薬耐性を持った菌を自覚症状なしに保持し続け、老齢による衰え、栄養バランスの崩れ、精神的なショックや他の病気との併発等の形で再発しているケースが多かった。さらに、都会在住者の増加に伴ない、都会の大気汚染による気管支炎や喘息患者も増加傾向にあった。
また、築50年以上が経過していた木造宿舎の老朽化が激しく、医療施設としての建築基準からも外れようになっていた。1990年10月にはサンパウロ州の行政から2年以内に規格通りの改築をしなければ認可を取り消され、閉鎖されると勧告された。増加傾向にあった肺病患者への対応と行政の指導に対応するため、療養所の新病棟建設が計画された。1991年9月22日、新病棟の定礎式が行なわれた。多額の建設費用はブラジル日系社会においての募金活動、国際協力事業団を通しての日本政府の助成金、群馬県官民そして日本の富豪神内良一による援助によって賄われた。新病棟は起工後10ヶ月で完成し、1992年9月20日に落成式が行なわれた。同日、サンタクルス慈善協会より療養所に土地9万6000平米が追加で寄贈された。新病棟は計25室48床の鉄筋コンクリート建ての平屋造りで、延べ面積800平米であった。建築費は45万ドル、設備と備品は17万ドルかかり、総額62万ドルに達した。

### 入院患者の激減と老人ホームへの転向
新病棟完成後、皮肉にも医学の進歩により患者の数は減少していった。1995年度の肺結核患者は僅か4名であり、気管支炎患者を含めても在院患者は一日平均9.6名にすぎなかった。1997年度には肺結核患者が一人もいない時期もあり、18名の喘息患者を受け入れたが、病棟の大半が空室状態であった。肺結核療養所の遊休施設の活用と赤字改善のため事業内容を大きく変えることとなった。
1999年5月、サンフラシスコ・シャビエル肺結核療養所はこの呼称に幕を閉じ、高齢者養護施設さくらホーム（ポルトガル語：Recanto de Repouso Sakura Home）として再出発することになった。

## 歴代院長と歴代支配人
| 代     | 氏名                           |
| 初代   | クロヴィス・コレイア           |
| 二代目 | ギリェルメ・シュルツ           |
| 三代目 | ジョゼ・アントニオ・パドヴァン |
| ------ | ------------------------------ |

| 代     | 氏名                             |
| 初代   | 田中秀穂                         |
| 二代目 | 石井恒                           |
| 三代目 | ネルソン・ボルジェス             |
| 四代目 | マリア・ステラ・ファウソン       |
| 五代目 | セバスティアン・ゴメス・レイトン |
| 六代目 | 坂根源吾                         |
| 七代目 | 春名博文                         |
| 八代目 | 加瀬昌文                         |
| ------ | -------------------------------- |

## 入院患者と娯楽
かつて肺結核の療養には数年にも及ぶ長期入院が必要であり、娯楽の乏しい時代には入院生活の退屈に耐える忍耐が要求された。特に戦時中は日本語の書籍や音楽が禁止されていたため、患者達はまったく娯楽の無い時間を過ごさなければならなかった。
戦後、レコードの寄贈を受けるようになり、療養所内で日本語の懐メロが終日流れるようになった。療養日記の回し書きと雑誌の回し読み等が積極的に行われ、日本語とポルトガル語の勉強会も開かれた。食道楽グループが結成され、各自で購入した食材を療養所の炊事場で料理してもらい楽しむようなこともあった。1946年には入院患者達がお互いの交流を深め、励まし合うために自発的に自治会「松の実クラブ」を創立した。同年、機関紙「松の実」を創刊された。当初は手書きだった松の実も3号から謄写版、5号から200頁にも及ぶ活版印刷となり、8号まで続いた。内容は結核の諸知識をはじめ様々な立場から専門的あるいは文学的に書かれた記事であった。
1951年5月、松の実クラブ売店が設置され、入院患者に日用品を提供し、その利益をクラブの運営費に当てた。最盛期にはクラブの利益は映画フィルムの運搬費用に使われた。サンパウロ新聞で呼びかけた運動によって集まった寄付金で映写機を購入し、サンパウロ市内の日系の映画関係者（松竹、日活、シネ・ニテロイ、南米東宝等）の協力により、使用期限を厳守することを条件に無料でフィルムが貸し出されることになった。
更に時代が下るとテレビ、ビデオ、カラオケ、様々な書籍、囲碁、将棋と豊富な娯楽が享受できるようになった。

### 桜園
1976年、カンポス・ド・ジョルドン市観光局主催の桜祭りが内山桜園からサンフランシスコ・シャビエル肺結核療養所内の桜園に移転した。以降、毎年開催された桜祭りは多数の訪問客を集め、サンフランシスコ・シャビエル肺結核療養所の貴重な財源の一つとなった。
療養所の桜園は1983年に愛媛県より陽光桜50本を寄贈された。同年10月、ブラジルを来訪していた植藤造園の第16代佐野藤右衛門の訪問指導を受けた。翌84年、佐野藤右衛門よりカンポス・ド・ジョルドン市の環境に適した150本（10種）の桜の苗が寄贈された。また、新病棟の定礎式と落成式はこの桜祭りの時期（南半球のブラジルでは桜の開花は8月から10月にかけてである）に合わせて行われた。